# Władysław Jażdżewski
Władysław Jażdżewski (ur. 28 sierpnia 1835 w Poznaniu, zm. 28 czerwca 1895 tamże) – adwokat, archeolog, społecznik i członek Poznańskiego Towarzystwa Przyjaciół Nauk.

## Życiorys
Był uczniem gimnazjum Marii Magdaleny w Poznaniu. Następnie kształcił się na uniwersytetach w Berlinie i we Wrocławiu. W 1862 uzyskał patent asesorski. Był adwokatem i notariuszem w Bleicherode i w Nordhausen. Brał udział w kampaniach 1866 i 1870–1871. Potem powrócił do Poznania na stałe, gdzie obdarzono go godnością radcy sprawiedliwości (Justizrat). 
Z zamiłowania był archeologiem. Jako członek Poznańskiego Towarzystwa Przyjaciół Nauk zorganizował Komisję, a następnie Wydział Archeologiczny  PTPN oraz był redaktorem "Roczników" Towarzystwa. Był współredaktorem czasopisma „Zapiski archeologiczne poznańskie”. Opublikował pracę „Wykopaliska jarocińskie”. W „Wiadomościach Numizmatyczno-Archeologicznych” publikował swoje doniesienia naukowe na temat wykopalisk w okolicach Poznania.
Zmarł 1895 w Poznaniu. Spoczywa na cmentarzu Zasłużonych Wielkopolan.
Córka Władysława – Emilia Antonina (1877–1917) została żoną Zygmunta Zakrzewskiego.